# 引力波探测器
引力波探测器（英語：Gravitational-wave observatory）是引力波天文学中用于探测引力波的装置。重力波是加速中的質量在時空中所產生的漣漪。阿爾伯特·愛因斯坦在1916年首次提出引力波的概念。通過探測重力波，可以對廣義相對論進行實驗驗證。常用的探測器有棒状探测器和激光干涉儀等，這些探測器的主要運作原理是測量重力波通過時對兩個相隔遙遠位置之間距離的影響。1960年代起，多個重力波探測器陸續被建造與啟用，並在探測器靈敏度上有不斷的進步。現今，這些探測器已具備探測銀河系以內與以外的重力波源的功能，是重力波天文學的主要探測工具。
有一些實驗已經給出引力波存在的間接證據，例如，赫爾斯－泰勒脈衝雙星的軌道衰減符合廣義相對論預測的因引力波發射而導致的能量減損。拉塞爾·赫爾斯和約瑟夫·泰勒因這項研究獲得了1993年諾貝爾物理學獎。
2016年，LIGO科學團隊與VIRGO團隊共同宣布，在2015年9月14日测量到在距离地球13亿光年处的两个黑洞合并所發射出的引力波信号。之後，又陸續探測到多次重力波事件。

## 歷史
最早实际投入運作的引力波探测器是1960年代美国马里兰大学的约瑟夫·韦伯制造的铝质实心圆柱，通常称为「棒状探测器 」，是一種「共振质量探测器」。1969年，韦伯宣称他的探测器得到了可靠的结果，立刻引起轰动，但是后来的重复实验都得到了零结果。此后意大利、澳大利亚、美国的科学家相继建造了类似的铝质圆柱形探测器，有的采取了更复杂的减震、低温、真空等措施排除干扰，但是都没有得到令人信服的证据。:第7節
1962年，俄國物理學者麥可·葛特森希坦與弗拉基斯拉夫·普斯投沃特最早發表論文提議建造干涉儀來尋找引力波，可是，這點子並未獲得重視。四年後，弗拉基米爾·布拉金斯基再度提出這點子，然而仍舊無疾而終。後來，約瑟·韋伯與莱纳·魏斯也分別獨立發表出類似點子。韋伯的學生羅伯特·弗爾沃德在休斯研究實驗室工作時，受到魏斯的鼓勵，決定使用休斯研究實驗室的經費來製造一台干涉儀。1971年，弗爾沃德首先建成臂長8.5m的雛型引力波干涉儀，經過150小時的探測以後，弗爾沃德報告，並未探測到引力波。:第10節
70年代，魏斯團隊在麻省理工學院、漢斯·彼林團隊在德國加興的马克斯·普朗克研究所、朗納·德瑞福團隊在格拉斯哥大學，分別建成並且投入运行雛型引力波干涉儀。同時期，基普·索恩在加州理工學院組成了實驗引力波團隊。1979年，他特別從格拉斯哥大學聘請德瑞福來領導這團隊，並且建造引力波干涉儀。1983年，在加州理工學院，索恩與德瑞福聯手建成一台40m臂長的引力波干涉儀。在麻省理工學院的魏斯團隊，由於申請到較少實驗經費，只能建成一台1.5m臂長的引力波干涉儀。兩個團隊激烈地兢爭，試圖計畫與建造更靈敏、更先進的引力波干涉儀。1984年，為了更有效率地運用有限資源，加州理工學院與麻省理工學院同意合作設計與建造激光干涉引力波天文台（LIGO），並且由基普·索恩、朗納·德瑞福 與莱纳·魏斯共同主持這計畫。

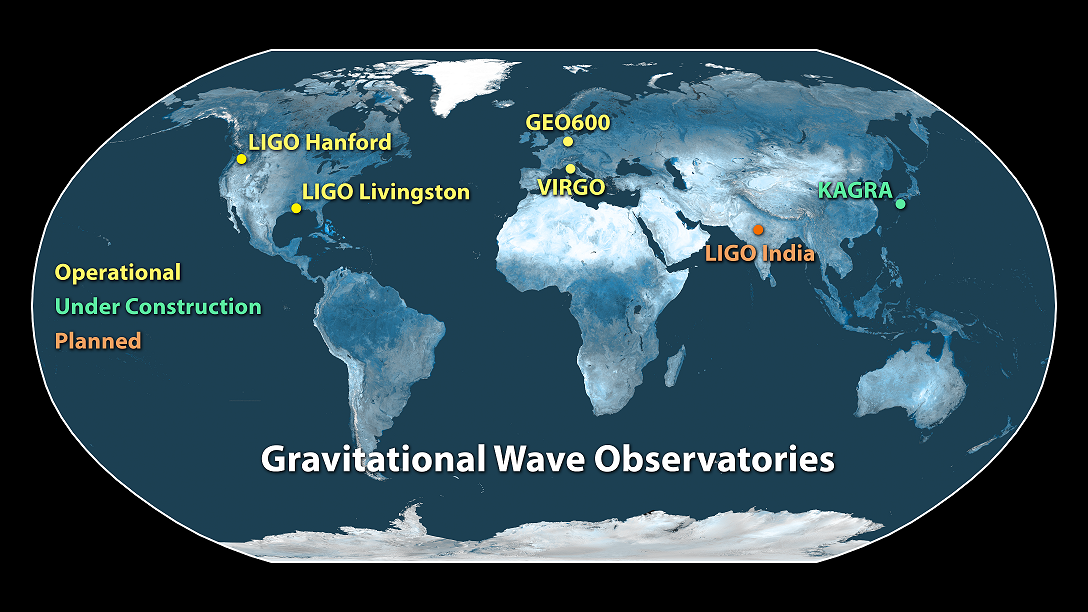
全球的地面引力波天文台分布圖

1999年，在路易斯安那州的利文斯頓與在华盛顿州的汉福德分別建成相同的探測器。2002年正式進行第一次探測引力波，2010年結束蒐集數據。在這段時間內，並未探測到引力波，但是整個團隊獲得了很多寶貴經驗，靈敏度也越加改善。在2010年與2015年之間，LIGO又經歷大幅度改良，升級後的探測器被稱為「先進LIGO」（aLIGO），於2015年再次開啟運作。
另外，還有一些正在建造或運作中的地面干涉儀，例如，法国和意大利合作建造的處女座干涉儀 （VIRGO）（臂长3000米）、德国和英国合作的GEO600（臂长600米）、以及日本正在建造中的神冈引力波探测器（KAGRA）（臂长3000米）等。另外，欧洲空间局（ESA）正在建造未來在太空中運行的激光干涉空间天线（LISA），其將會被用来探测低频引力波信号。
經過多年不懈努力， LIGO科學團隊與VIRGO團隊終於在2015年9月14日探測到兩個黑洞併合所產生的引力波。之後，在2015年12月26日、2017年1月4日、2017年8月14日分別三次探測到兩個黑洞併合所產生的引力波， 又在2017年8月17日探測到兩個中子星併合所產生的引力波事件，這標誌著多信使天文學的新紀元已經來臨。

## 地面探測

### 共振质量探测器

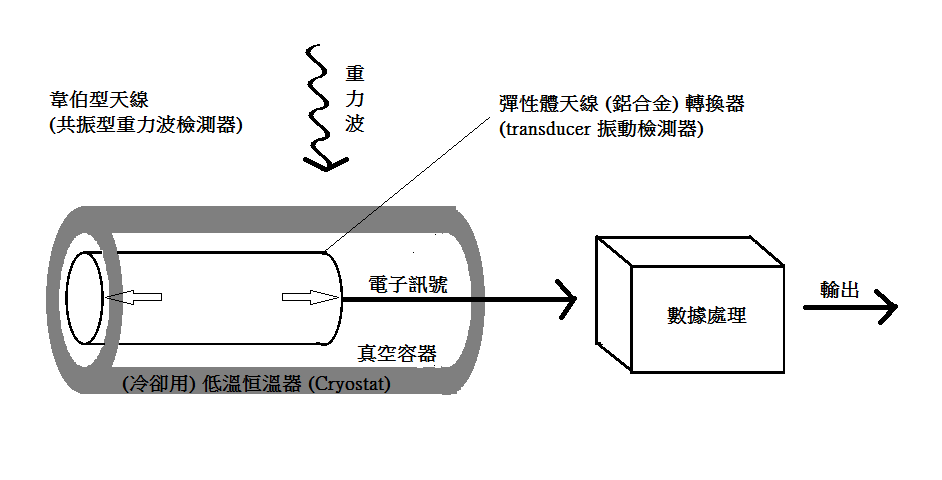
韋伯型天線是一個共振质量探测器。

「共振质量探测器」分為兩類：「棒状探测器 」與「球狀探測器」。棒状探测器的灵敏度主要源自于圆柱体尖銳的共振頻率，其半峰全寬通常只有一到几个赫兹。通常铝质圆柱体长约3米，共振频率大約在500赫兹至1.5千赫兹之間，质量约为1000千克，用细丝悬挂起来。当引力波照射到圆柱时，圆柱会发生谐振，继而可以通过安装在圆柱周围的压电传感器检测到。假設一個波幅為 {\displaystyle h\approx 10^{-21}} 的短暫引力波照射到圓柱，則圓柱會被震動，震幅為:第3.2節
{\displaystyle \delta l_{gw}\approx hl\approx 3\times 10^{-21}}[m] 。
共振质量探测器主要會遭遇到三種噪聲:热噪声、传感噪声和量子噪声。為了要測量到引力波的波幅，必須儘量削減這些燥聲。:第3.2節
原本的韋伯棒状探测器的運作溫度為室溫。為了削減熱燥聲，當今，最先進的棒狀探測器之一AURIGA的運作溫度為0.1K。:第3.2節

### 激光干涉儀

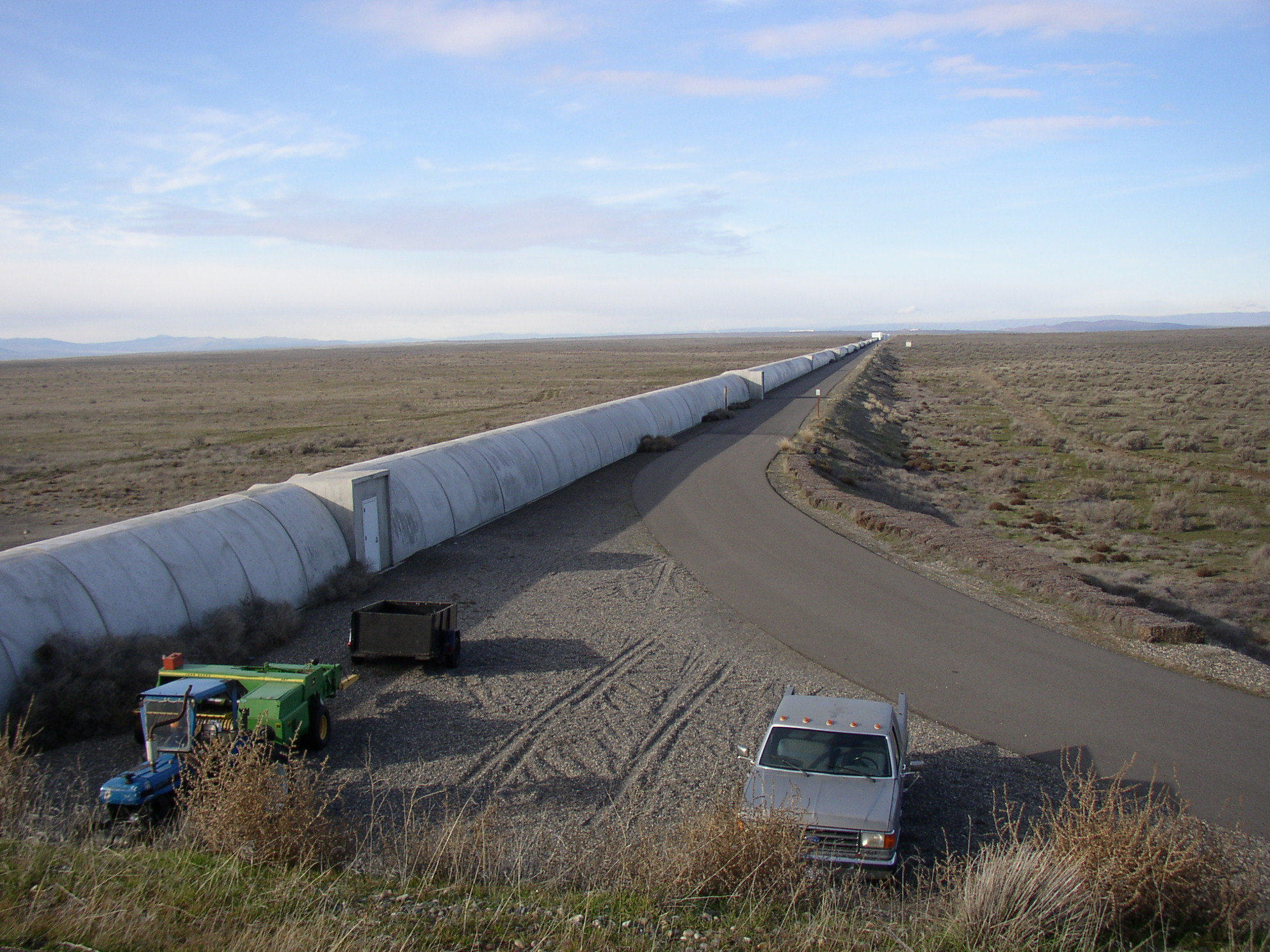
LIGO汉福德观测台（LHO）的北干涉臂。

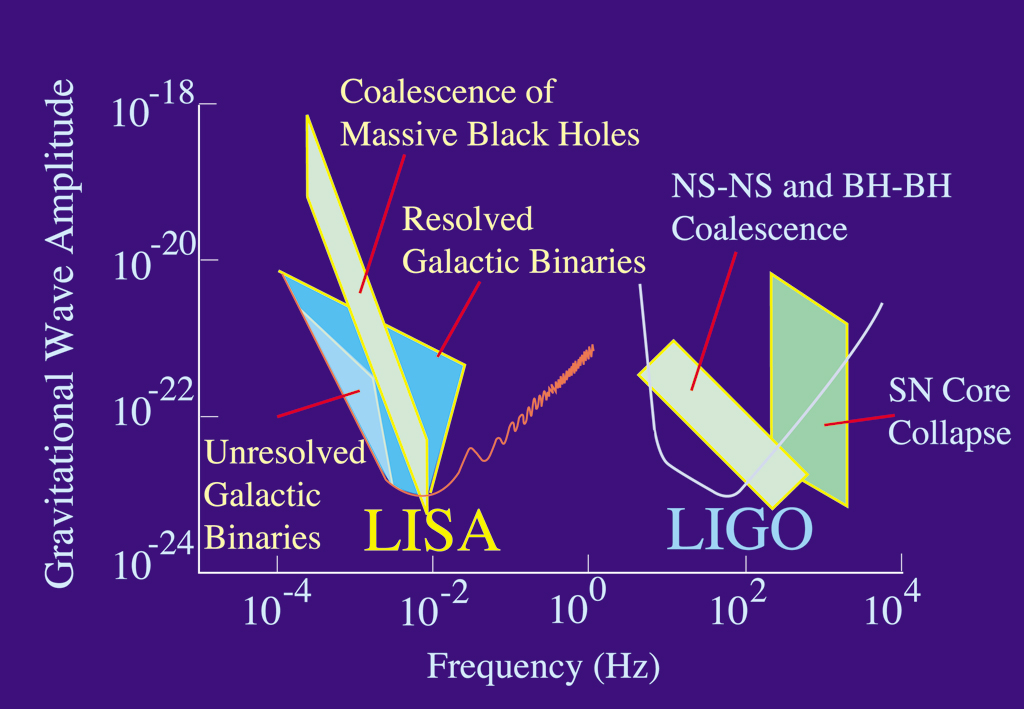
LIGO和LISA主要探测的波源频域分布。橫軸為頻率，縱軸為重力波振幅。

當今最具規模的激光干涉引力波天文台（LIGO）主要是由加州理工学院和麻省理工学院负责运行，它也是美国国家科学基金会资助的最大科研项目之一。LIGO在两个站点建造有三台探测器，在华盛顿州的汉福德（Hanford）建有双臂长度分别为4千米和2千米的两台探测器（LIGO Hanford Observatory，简称LHO），而在路易斯安那州的利文斯顿建有一台双臂长度为4千米的探测器（LIGO Livingston Observatory，简称LLO），相距汉福德3002千米。LIGO採用了多種尖端科技。LIGO的防震系統能夠壓抑各種震動噪聲，真空系統是全世界最大與最純的系統之一，光學器件具備前所未有的精確度，能夠測量比質子尺寸還小一千倍的位移，電算設施的高超功能足以處理龐大實驗數據。。2002年起，LIGO正式启动数据采集工作，至2010年共执行了六次科学探测工作之後計劃結束，最佳灵敏度已经達到10−19的數量级。
2009至2010年，LIGO升級為Enhanced LIGO並進行了第六次科學探測，即S6。其激光功率從10瓦特提高到30瓦特以上，探测范围可扩大8倍。在2010年與2015年之間，LIGO進行了名為「先進LIGO」（Advanced LIGO）的升級计划，簡稱aLIGO。2015年，aLIGO正式投入使用，激光功率從初始版LIGO的10瓦特提升至200瓦特左右，探測頻帶下限從40Hz延伸到10Hz，灵敏度比初始版LIGO高出10倍，這意味著aLIGO能夠探測引力波的距離比先前高出10倍，探測範圍也擴大1000倍以上，能夠探測到的可能引力波波源比先前多出1000倍。

激光干涉儀示意圖。

處女座干涉儀（Virgo）位于意大利比萨附近，是一架双臂长度为3千米的地面激光干涉儀，所属单位称为欧洲引力天文台（European Gravitational Observatory）。Virgo自2007年起开始进行科学观测，並且参与了S5的最后部分探测工作，VIRGO具有和LIGO相媲美的灵敏度。在進行了大約五年，2千4百萬歐元的升級之後的處女座干涉儀，稱為「先進Virgo」，於2017年8月1日正式加入LIGO兩個探測器搜索引力波，這三個探測器共同運作應該能夠較為精確地給出引力波波源的位置。
日本计划在2019年建成神冈引力波探测器（KAGRA），它的600米長的干涉臂被深埋在200米的岩石下，它的測試質量也會被降溫至20K。物理學者認為，這兩個手段將能減低燥聲，因此提高靈敏度。

GEO600位于德国汉诺威，是双臂长度为600米的探测器，其工作带宽为50赫兹至1.5千赫兹。GEO600自2002年起开始科学探测。

## 来自太空的探测

### 航天器测距
重力波會影響行星際航天器通信信號的返回時間，美国国家航空航天局和欧洲空间局都在进行偵測這一效應的实验。例如，对于正在木星和土星附近的航天器（包括卡西尼－惠更斯號等），其信号返回时间在2至4×103秒的数量级。重力波會導致信號时间的變化，如果事件的時間短於這一數量級，那麼，按照三項公式這種變化樣式會出現三次：一次是引力波经过地面的发射器，一次是经过航天器，一次是经过地面的接收器。搜寻这样的引力波信号需要在数据分析中采用模式匹配算法。利用两个不同的发射频率和很穩定的原子钟，灵敏度的量級估計可以达到10−13，并有可能进一步提高到10−15。:第3.4.1節

### 脈衝星計時
脈衝星是宇宙的計時器，其中，毫秒脉冲星的計時功能最為規律。毫秒脈衝星所發射的電磁輻射抵達地球的時間，可以被預測至奈秒精確度。由于脈衝星所发射的信号具有極高的规律性，所以可以从觀察到在计时方面的不規律性，估算出随机背景引力波的上限。:第3.2.4節
脈衝星計時陣列用一組脈衝星的脈衝訊號抵達時間來尋找任何有關聯的信息。在地球與脈衝星之間的時空會被通過的引力波彎曲，從而導致脈衝星所發射的脈衝訊號傳播至地球的時間有所改變。由毫秒脉衝星組成的脈衝星計時陣列可以用來尋找有關聯的改變，從而探測出引力波。
當今，主要有三個實驗正在進行：北美纳赫兹引力波天文台(NANOGrav)、歐洲脈衝星計時陣列與帕克斯脈衝星計時陣列。為了共同分享實驗數據，這三個實驗團隊又組成國際脈衝星計時陣列。未來，會有更多更具功能的實驗陸續參與探測引力波，例如， 平方千米阵與位於荷蘭的低頻陣列。:第4.4.2節

### 激光空间干涉
在低频波段（低於1赫兹），任何引力波源的低频引力波到达地球时，振幅都會比地球上的震动噪声低很多；处于太空中的探测器則不会受到地球噪声环境的影响。在欧洲空间局的LISA计划中，探测频率波段为0.0001赫兹至0.1赫兹的低频引力波，由三个同樣的航天器组成边长为250万公里的等边三角形，整体沿地球轨道绕太阳公转。LISA的干涉臂长超过任何频率高于60毫赫兹的引力波的半波长，在这个范围内三項公式成立。每一個航天器內部都載有一個30cm望遠鏡與2瓦特激光系統。:第4.4.4節:6
与地面干涉仪不同的是，由于航天器相距很远，激光在传播途中的大幅衰减造成LISA不能使用单纯的平面镜来反射激光，采用光学锁相的办法，将要发射信号的相位锁至接收信号的相位上再将其发射出去。这一过程原理上是一个光學轉發器，其效果和地面干涉仪的平面镜反射是相同的，本质上相当于激光从一个航天器发射，到达另一个航天器后再返回，这个延迟信号与本地的原始信号发生干涉，LISA主要就是测量这种干涉信号的相位。:第4.4.4節

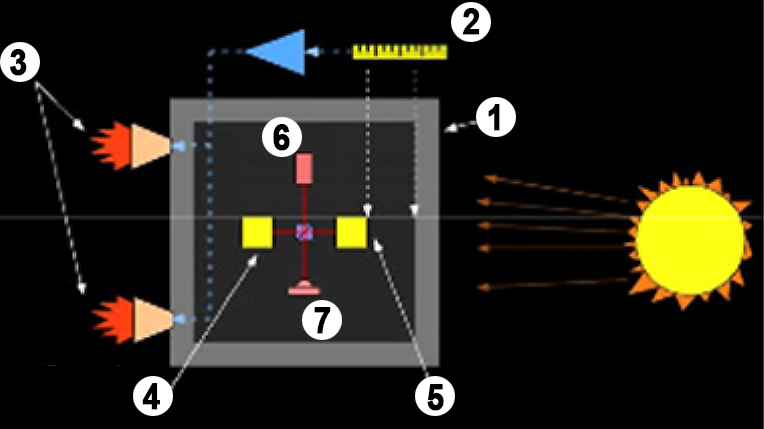
激光干涉空間天線開路者號運作示意圖：1 衛星，2 電容測距器，3推力器，4 主測試質量，5 次測試質量, 6 激光，7 光電探測器。

对LISA而言，来自外界的影响主要是太阳的輻射壓和太阳风的動壓強。为了减小这些影响，滿足广义相对论实验验证的嚴格要求，LISA採用了先進無阻尼技術，使用航天器本身作为內部测试质量的防护罩，保護測試值量不被外界影響，促使测试质量能夠自己沿着测地线运动，呈自由落體狀態，與航天器沒有任何牽纏，航天器对测试质量的位置作出精确的监测，並且自動開啟噴氣來改變位置，使得自己與測試值量之間維持安全距離，避免任何接觸。因此，航天器需要裝製能夠精確給出微小推力的推力器。為了成功達成任務，LISA必須具備三個關鍵技術：先進的推力器、超靈敏的加速度計、能够连续几年稳定发射2瓦特功率的红外激光器。於2015年發射升空的激光干涉空間天線開路者號（LISA Pathfinder）已成功測試了這些技術，為LISA鋪設了康莊大道。:第4.4.4節:6
欧洲空间局計畫於2030年發射LISA，任務為期4年，可延長至10年。LISA的主要的任務為，研究银河系内的雙星系统的形成與演化、探查緻密星體绕著大质量黑洞的公轉動力學、追溯超大质量黑洞的併合起源與演化、解析恆星黑洞的天體物理學、探索引力與黑洞的基本秉性、估算宇宙膨脹的速率、了解隨機引力波背景的起源與意涵。:3, 6
除了LISA以外，另外還有幾個在空間類似運作的激光干涉引力波探測器計畫。分赫引力波干涉天文台計畫的操作頻帶為0.1-10Hz，在LISA與地面探測器的操作頻帶之間，主要目的是直接觀測宇宙的初始，即在大爆炸後10−36-10−34秒之瞬間，從而試圖揭露宇宙的奧妙起源。更具野心的大爆炸天文台是美國太空總署的計畫，操作頻率與分赫引力波干涉天文台 相同，意圖探測宇宙暴脹所導致的引力波背景。:第4.4.4節

## 探測原理

激光干涉儀示意圖

LIGO 使用的干涉儀是迈克耳孙干涉仪，其应用激光光束来测量两条相戶垂直的干涉臂的长度差变化。在通常情況下，不同長度的干涉臂會對同樣的引力波產生不同的響應，因此干涉儀很適於探測引力波。在每一種干涉儀裡，通過激光光束來量度引力波所導致的變化，可以用數學公式来描述；換句話說，假設从激光器发射出的光束，在传播距离 {\displaystyle L} 之後，被反射鏡反射回原點，其来回过程中若受到引力波影响，則行程所用时间将发生改变，这种时间变化可以用數學公式来坐定量描述。
更仔細地描述，假設一束引力波是振幅为 {\displaystyle h} 的平面波，其传播方向与激光器的光束传播方向的夹角为 {\displaystyle \theta }  ，并假设光束的發射時間與返回时间分別為 {\displaystyle t} 、{\displaystyle t_{\text{return}}}  ，则返回时间对發射时间的变化率為:第４.2節。
{\displaystyle {\frac {\mathrm {d} t_{\text{return}}}{\mathrm {d} t}}=1+{\frac {1}{2}}\left\{(1-\cos {\theta })h(t+2L)-(1+\cos {\theta })h(t)+2\cos {\theta }h[t+L(1-\cos {\theta })]\right\}}。
伯纳德·舒尔茨把這一公式称作「三项公式」，其為分析所有干涉儀对信号响应的出发点。單徑系統也可以使用三项公式 ，但其靈敏度是被時鐘的穩定性所限制。干涉儀的兩條干涉臂可以相互用來當做時鐘比較，因此，干涉儀是非常靈敏的光束探射器。
假設干涉臂長超小於引力波的波長，則干涉臂与引力波相互作用的关系可近似為
{\displaystyle {\frac {\mathrm {d} t_{\text{return}}}{\mathrm {d} t}}=(1+\sin ^{2}{\theta })L{\dot {h}}(t)}。
假設引力波傳播方向垂直於光束传播方向，即兩者之間的夹角为 {\displaystyle \theta =\pi /2} ，則三项公式變為:220-222
{\displaystyle {\frac {\mathrm {d} t_{\text{return}}}{\mathrm {d} t}}=1+{\frac {1}{2}}\left\{h(t+2L)-h(t)\right\}}。
注意到這導數只跟返回時的引力波振幅 {\displaystyle h(t+2L)} 與出發時的引力波振幅 {\displaystyle h(t)} 有關。假設這激光光束是初始發射的頻率為 {\displaystyle \nu } 的電磁波，則這導數是電磁波的頻率變化：
{\displaystyle {\frac {\mathrm {d} t_{\text{return}}}{\mathrm {d} t}}={\frac {\nu _{return}}{\nu }}}。
因此，只要能夠量度返回電磁波的紅移，則可估算引力波振幅的改變。
假設干涉臂長超小於引力波的波長，則干涉臂与引力波相互作用的近似关系式為
{\displaystyle {\frac {\mathrm {d} t_{\text{return}}}{\mathrm {d} t}}=1+L{\dot {h}}(t)}。
假設干涉儀的兩條干涉臂相互垂直，並且垂直於引力波傳播方向，則類似地，可以計算出另一條干涉臂与引力波相互作用的近似关系式為
{\displaystyle {\frac {\mathrm {d} t_{\text{return}}}{\mathrm {d} t}}=1-L{\dot {h}}(t)}。
引力波對於干涉儀所產生的響應是這兩個關係式的差值：
{\displaystyle {\frac {\mathrm {d} \delta t_{\text{return}}}{\mathrm {d} t}}=2L{\dot {h}}(t)}。
對於這公式做時間積分，可以得到光束傳播於兩條干涉臂的時間差：:第4.2節
{\displaystyle \delta t_{\text{return}}(t)=2h(t)L}。
換算成單條干涉臂的長度差，
{\displaystyle \delta L_{\text{return}}(t)=h(t)L}。
LIGO的长度为4千米的干涉臂由振幅为10−21的引力波所引起的长度变化为：
{\displaystyle \delta L_{GW}\sim hL\sim 4\times 10^{-18}{\text{m}}}。
光束只需10−5秒就可以走完干涉臂的往返距离，這比一般典型的引力波周期要短很多。因此，让激光在这段距离内反复多走几次也不会影响观测，而且有显著的好处。如果让激光在这段距离内往返100次，则有效光程长度提高了100倍，而特定激光相位变化等效的长度变化也因此提升到10−16米的量级。大多数干涉儀都使用低透射率平面镜制成的光学腔，即所谓法布里－珀罗干涉仪，来提升激光在干涉臂内的往返次数。:第3.3節

## 減噪原理

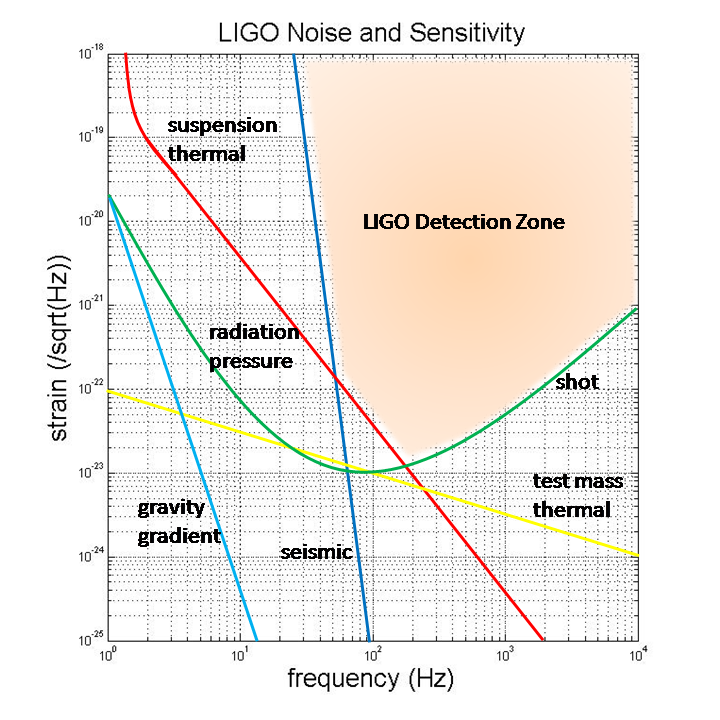
LIGO的主要噪声曲线。可以看到在低频、中频和高频区域的主导噪声分别为震动噪声（seismic）、摆的热噪声（suspension thermal）和散粒噪声（shot）。

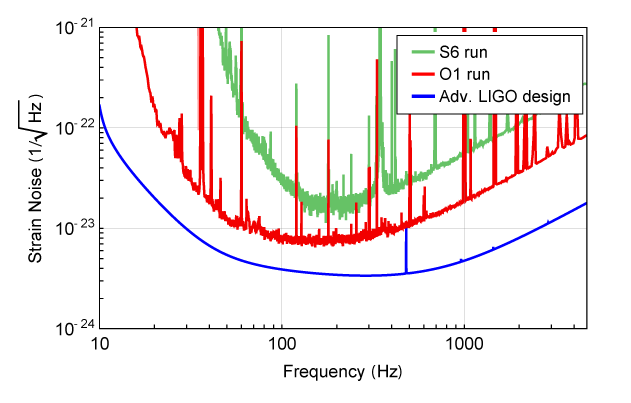
曲線圖展示出增進LIGO第六次科學運行（綠色）、先進LIGO第一次觀測運行（紅色）與先進LIGO設計目標（藍色）的應變靈敏度。

主要影響激光干涉儀的噪声可以分為兩大類：「位移噪声」與「傳感噪声」。位移噪聲是因實驗器具的移動而形成的噪声，例如，地噪声、熱噪声。傳感噪声是對於實驗器具的微小位移所進行的量度而產生的噪声，例如，散粒噪声。:第3.1節

### 地噪声
地噪声主要源自於地球的地震背景、人造震源像汽車流動或機械運轉等、天然震源像風或雨通過樹木或建築物跟地表產生的耦合等。这种噪声在棒状探测器中同样存在，但在干涉儀中會造成更為嚴峻的問題，因為，在干涉儀中，光束在镜面之間来回反射传播，每一次反射都会進一步增加镜面的震动噪声。:第4.3節地球的地震背景所造成的地表應變頻譜密度在100 Hz、1 Hz、10−3 Hz 分別大約為 10−14Hz-1/2, 10−12Hz-1/2, and 10−10Hz-1/2。人造震源可能會大幅度增加這些數值。:第3.1節
由质量與弹簧組合製成的低共振頻率（約為幾個赫茲）地震滤波器，能夠削弱頻率大於10 Hz的震動噪声。給定地表位移為 {\displaystyle x_{g}}，滤波器能够對於頻率 {\displaystyle f} 比共振频率 {\displaystyle f_{0}} 更高的信号進行濾波的動作，過濾後的信號約為 {\displaystyle x_{g}(f_{0}/f)^{2}}，多個质量-弹簧組合的疊堆能夠給出共乘削弱效應。實際應用將這種被動式濾波器的共振频率 {\displaystyle f_{0}} 限制在幾個赫茲。這意味著，陸基干涉儀無法探測到在10Hz以下頻帶的引力波，這也是這類低频引力波被歸屬為空间中探测目標的主要原因。:第3.1節:525

### 热噪声
當溫度高於絕對零度時，物體為持續振動，這是熱噪声的表現。在50至250赫兹探測頻帶，熱噪声是最重要的噪声，:第4節熱噪声使得平面镜和懸擺不停地振动。平面镜和懸擺的振动对干涉儀的灵敏度有很大影响，因此与棒状探测器相反，干涉儀特意不在其共振频率附近尋找的引力波，而是在遠離其共振频率的頻帶尋找的引力波，因為在其共振频率附近，热振動的振幅最大。懸擺的熱噪声頻率約為幾個赫茲，因此，引力波被探測的頻帶是在40赫茲以上區域。平面鏡的內部振動的自然頻率為幾個千赫茲，其為探測頻帶的有效上限。假若能夠確保這兩種振動的品質因數Q特高，則可約束大部分振動能量在共振頻率附近的狹窄頻寬內，因此，在測量頻率的振幅可以維持非常微小，這使得干涉儀能夠在室溫運作，然而，品質因數Q必須在107以上，這是非常嚴苛的技術條件。:第４.3節
假設待測的引力波的頻率 {\displaystyle f_{gw}} 超小於测试质量的共振頻率 {\displaystyle f_{0}}，則测试质量的表面振動模式所形成的热噪声為
{\displaystyle \delta l_{\text{thermal}}=\left({\frac {kT}{2\pi ^{3}MQf_{0}^{3}}}\right)^{1/2}}；
其中，{\displaystyle \delta l_{\text{thermal}}} 是幅度噪声密度，{\displaystyle k} 是波茲曼常數，{\displaystyle T} 是溫度，{\displaystyle M} 與{\displaystyle Q} 分別是測試質量的質量與品質因數。
由此可知，冷却降温、增加质量、採用高Q物質，這些都是降低热噪声的手段。
升级后的先進LIGO仍使用熔凝石英為测试质量，而不是原先計畫的藍寶石，連結测试质量的摆线則将使用熔凝石英來取代现在的钢丝，以达到提高品质因数的目的，整個裝置使用同樣的石英材料可以給出大約同樣程度的熱燥聲。:第2.3節

### 散粒噪声
在干涉儀裡，用来测量的光子是量子化的，它们到达光探測器的行为是一種遵循泊松分布的随机过程，它们会随机地影响光强分布，從而产生随机涨落，这种随机涨落叫「散粒噪声」。随着频率升高，散粒噪声會变得更加明显，因此决定了地面干涉儀在250赫兹以上的高频帶的灵敏度极限。:第４節真正的引力波信号很有可能被散粒噪声所淹沒，或者散粒噪声會形成看上去像引力波信号的伪信号。不过作为一个随机过程，随机涨落的标准差的增长并没有光子数量增长的速度快，理论上标准差和光子数量的平方根成正比，因此散粒噪声和光子数量的平方根成反比。也就是说积累的光子数量 {\displaystyle N} 越多，得到的干涉信号就越平滑。如果使用波长 {\displaystyle \lambda } 为1毫米數量级的红外线，测量精确度可达到：:第４.3節
{\displaystyle \delta l_{\text{shot}}={\frac {\lambda }{2\pi {\sqrt {N}}}}}。
根據奈奎斯特定理，测量频率为 {\displaystyle f} 的引力波信号，需要每秒至少做 {\displaystyle 2f} 次测量，因此一次累积光子的时间可设为 {\displaystyle 1/2f} 。对功率为 {\displaystyle P} 的光信号，可以得到的光子的数量为:第４.3節
{\displaystyle N={\frac {1}{2f}}{\frac {P\lambda }{hc}}}；
其中，{\displaystyle h} 是普朗克常數，{\displaystyle c} 是光速。
虽然从散粒噪声的角度而言，积累的光子数量越多越好，但由于奈奎斯特定理的限制，一次积累光子的时间不能太长，否则太低的采样频率会造成频率混叠，因此提高灵敏度只能倚靠提高激光器的功率。如果要求测量误差低于10−16米，需要的功率值比當今最先進连续波激光器的功率都要高很多。:第４.3節
解决这个问题的方法叫做「光功率回收技术」（power recycling），其中心概念為有效率地利用激光。干涉儀有兩個提供光束離去的出口，一個出口是量度干涉程度的光探測器，另一個出口是兩個光束回到了分束器之後轉返回激光器的輸出口。在理想情况下，從干涉儀的激光器發射出的光束，除了被反射鏡吸收以外，都会返回激光器的输出口，只有当有引力波通過时才会有激光信號抵達光探測器。由於反射鏡的品質很優良，少於千分之一的光束會在這過程中遭到損耗。通过在激光器輸出口的前面置放一面反射镜，能够将反射回激光器輸出口的光束再反射回干涉儀內，这样使得激光功率得到积累，直到激光器只需重新供給反射鏡損耗掉的光束。通过这种技术能够有效降低对激光器功率的要求。第一代干涉儀使用5-10瓦特功率的激光器，新一代探測器能夠提升功率10倍以上。:第４.3節

### 量子效应
散粒噪声是一种量子噪声，此外还存在类似于棒状探测器表面出现的量子噪声，例如反射镜表面零点能的振动等，这种量子噪声的极限都由海森堡不确定性关系式 {\displaystyle \Delta x\Delta p>\hbar /2} 决定。这类噪声在当前仍然在干涉儀的灵敏度极限以下，但在未来随着灵敏度进一步的提高，就可能变得更为显著。增加反射镜的质量是降低这类噪声的手段之一，因为振动的振幅和质量的平方根成反比。:第3.3.1節

### 引力梯度噪声
引力梯度噪声源自於于當地的牛顿引力场在測量時間尺度內的变化，又稱為「牛頓噪声」。引力波探测器不單會對引力波產生響應，還會同樣地對當地的潮汐力产生响应，兩者實際上無法區分。这些源自於當地的牛頓噪声包括人造噪声，例如仪器、车辆等外界干扰，更重要的是自然噪声，例如地震波所引起的引力場變化以及空气氣壓变化所引起的空氣密度变化等。噪声的频谱随着频率升高而急剧下降，因此对于第一代的干涉儀这不是一个问题，但有可能会对下一代干涉儀的灵敏度造成限制，也是頻率在1赫兹以下的低频引力波必須在宇宙空间中探测的主要原因。:第3.3.1節
由於牛頓噪声直接與測試質量耦合，越過了所有機械削減手段，因此無法使用任何地震滤波器或防護罩來壓抑牛頓噪声。在地球表面，在頻率低於10赫茲，牛頓噪声會掩蓋過引力波信號。因此，像愛因斯坦望遠鏡一類的新一代引力波干涉儀，很可能必須建造在地下洞內部的噪声較低的區域。在20赫茲頻率，為了要滿足愛因斯坦望遠鏡的普通靈敏度要求，牛頓噪声必須被壓抑10倍。忽略其它噪声，在1赫兹頻率，牛頓噪声必須被壓抑1000倍，才有可能探測到引力波。:第1節